# Frédéric Haddou
Pour les articles homonymes, voir Haddou.
Frédéric Haddou est un acteur français, d'origine marocaine.
Il est connu notamment pour son rôle de Choukroun dans la série Boulevard du Palais avec Anne Richard et Jean-François Balmer.
Il est également professeur au Cours Florent.

## Filmographie

### Télévision
- 2011 : Insoupçonnable de Benoît d'Aubert
- 2009 : Nos années pension (Saison 3, épisode 17 : Envers et contre tous) : Monsieur Habib (le père d'Amel)
- 2009 : Ce jour-là, tout a changé (épisode L'assassinat d'Henri IV : 14 mai 1610) (le duc de Biron)
- 2008 : Femmes de loi (Saison 8, épisode 2) (Martin Nédard)
- 2006 : Les Tricheurs (épisode 1) (le patron de la parfumerie)
- 2005 : PJ (Saison 16, épisode 2) (le père d'Éric)
- 2005 : Clara Sheller (Saison 1, épisode 2) (l'homme no 1 dans le bar gay)
- 2004 : Les Cordier, juge et flic (Saison 13, épisode 2) (Paul Dubost)
- 2004 : Petits Mythes urbains (épisode Chambre 301) (mari de la journaliste)
- 2003 : Julie Lescaut, épisode 1 saison 12, La tentation de Julie de Klaus Biedermann : Marc
- 2000-2007 : Boulevard du Palais, rôle récurrent : Choukroun

### Cinéma
- 2006 : Monsieur Max de Gabriel Aghion (le planton)
- 2005 : Avant l'oubli de Augustin Burger (l'inspecteur de police no 1)
- 2003 : Ticket choc de Marie-Pierre Huster (le guichetier du métro)
- 2000 : La Confusion des genres de Ilan Duran Cohen